# La Puebla del Río
La Puebla del Río är en ort i Spanien.   Den ligger i provinsen Provincia de Sevilla och regionen Andalusien, i den sydvästra delen av landet, 400 km sydväst om huvudstaden Madrid. La Puebla del Río ligger 22 meter över havet och antalet invånare är 12 143.
Terrängen runt La Puebla del Río är platt. Runt La Puebla del Río är det ganska tätbefolkat, med 192 invånare per kvadratkilometer. Närmaste större samhälle är Sevilla, 15,0 km nordost om La Puebla del Río. Trakten runt La Puebla del Río består till största delen av jordbruksmark.